# حسن المأمون
حسن المأمون (بنگالی: হাসান আল-মামুন؛ زادهٔ ۱۶ دسامبر ۱۹۷۸) بازیکن سابق و مربی فوتبال اهل بنگلادش است.
وی همچنین در تیم‌های ملی فوتبال زیر ۲۰ سال بنگلادش و بنگلادش بازی کرده است.
وی در مسابقات کشوری و بین‌المللی در مجموع برندهٔ ۱ مدال طلا شده است.